# إن بي آيه لايف 18
إن بي آيه لايف 18 (بالإنجليزية: NBA Live 18)‏, هي لعبة فيديو من تطوير ستوديو إي أيه تيبرون الأمريكية، ومن نشر إي أيه سبورتس, صدرت يوم 15 سبتمبر 2017, وتعمل على منصة بلاي ستيشن 4 وإكس بوكس ون, وهي من ترخيص الرابطة الأمريكية لكرة السلة.